# Honduras na Letnich Igrzyskach Olimpijskich 1996
Honduras na Letnich Igrzyskach Olimpijskich 1996 reprezentowało siedmiu zawodników: czterech mężczyzn i trzy kobiety. Był to 6 start reprezentacji Hondurasu na letnich igrzyskach olimpijskich.

## Skład kadry

### Boks
Mężczyźni
- Geovany Baca – waga papierowa (do 48 kg) – 17. miejsce,
- Darwin Angeles – waga musza (do 51 kg) – 17. miejsce,

### Judo
Mężczyźni
- Leonardo Carcamo – waga do 60 kg – 13. miejsce,

Kobiety
- Dora Maldonado – waga do 48 kg – 13. miejsce,
- Jeny Rodríguez – waga do 56 kg – 20. miejsce,

### Lekkoatletyka
Kobiety
- Pastora Chávez – bieg na 100 m – odpadła w eliminacjach

### Pływanie
Mężczyźni
- Ramón Valle – 1500 m stylem dowolnym – 29. miejsce